# Loeb Danish Art Collection
Loeb Jr. Danish Art Collection er en samling af danske malerier skabt af den amerikanske ambassadør John L. Loeb Jr. , der begyndte at samle dansk kunst da han blev udnævnt til ambassadør i Danmark i 1981. Samlingen består primært af værker fra det 18., 19. og tidligt i det 20. århundrede; den indeholder værker fra Den danske guldalder, herunder malerier af Christoffer Wilhelm Eckersberg, Martinus Rørbye, Constantin Hansen, Christen Købke og Wilhelm Marstrand. Desuden værker fra det moderne gennembrud, med værker af skagensmalerne herunder Anna Ancher og Peder Severin Krøyer, samt en del blomstermalerier af J.L. Jensen og  værker af Vilhelm Hammershøi.

## The Ambassador John L. Loeb Jr. Danish Art Collection
I 2005 bestilte ambassadør John L. Loeb Jr. et katalog over hans samling. Bestående af farvebilleder af de 128 (134) malerier ledsaget af kritiske kommentarer og forskning i samlingen af de danske kunsthistorikere Elisabeth Fabritius, Suzanne Ludvigsen og Mette Thelle, og den amerikansk kunsthistoriker Benedicte Hallowell. Kataloget indeholder også detaljerede biografier af de 63 kunstnere, der er repræsenteret. Den er tilgængelig i sin helhed online på "ambassadør John L. Loeb Jr. dansk Art Collection" hjemmeside Loeb støttede også udgivelsen af Nyt lys over 1800-tallets dansk maleri, af Patricia G. Berman den engelske udgave udgivet på: Vendome Press, New York, 2007 og den danske udgave på Aschehoug også 2007.

## Eksempler fra samlingen
- Ludvig August Smith, Kvindelig model foran et spejl, 1841
- Joel Ballin, Modelstudie, en ung pige klæder sig af, 1844
- Carl Bloch, Kunstnerens forældre i dagligstuen, 1855
- Oscar Carlson, Fra Dyrehavsbakken, 1859
- Harald Slott-Møller, Sommerdag, 1888
- Vilhelm Kyhn, Optrækkende uvejr ved Ry 1896
- Ludvig Find, Den ny hat, 1907
- Julius Exner, Selvportræt. Kunstnerens sidste arbejde, 1910
- L.A. Ring, Vej ved gadekæret i Baldersbrønde, 1913